# Bokszerlázadás
A bokszerlázadás vagy bokszerfelkelés 1900-ban volt Kínában, a külföldiek egyre erősödő hatalma és a terjedő kereszténység ellen. Az első ópiumháborúig Kína elzárkózási politikát folytatott, 1842-től azonban már nem volt lehetőségük az európaiak kizárására. A következő évtizedekben a külföldiek jelentős hatalomhoz jutottak az országban; a gazdasági hasznot kivitték, ópiumot hoztak az országba, a helyi vallást és tradíciókat nem tisztelték, és egy sor egyenlőtlen szerződést kényszerítettek az egyre gyengülő Csing (Qing)-dinasztiára.
A növekvő feszültségek hatására 1900. május 18-án robbant ki a bokszerlázadás egyszerre több tartományban. A megmozdulást a kínai császár özvegye, az ország tényleges uralkodója is támogatta. A felkelők tönkretették a vasútvonalakat és távíróvonalakat, melynek oka az volt, hogy rengetegen az infrastrukturális modernizációt okolták a nyomorukért. A vasúthálózat és a távírdák kiépülésével ugyanis százezrek maradtak munka nélkül, akik teherszállításból vagy hírvivői munkából éltek. A bokszerek megöltek több mint 3000 keresztényt, és minden külföldi fejére vérdíjat tűztek ki.
Az angolok eleinte sikertelenül próbálták megfékezni a felkelést, és magas rangú kínai politikusok tiltakozása is visszhang nélkül maradt. A követségi dolgozók meggyilkolása nyomán azonban az európai hatalmak – Nagy-Britannia, Olaszország, Németország, Oroszország, az Osztrák–Magyar Monarchia, Franciaország –, valamint Japán és az Amerikai Egyesült Államok, az úgynevezett „nyolcnemzeti szövetség”, csapatokat küldtek Kínába. A britek saját csapataikon kívül indiai erőket is vezényeltek Kínába. A felkelők egyik központját, Tiencsin (Tianjin)t július 13-án vették be, amikor a lázadók a diplomatanegyed megtámadására készültek. A nemzetközi külképviseletek ostroma után a császárnénak menekülnie kellett a fővárosból, a pekingi csatát követően pedig a külföldi csapatok három napig fosztogatták a nagyvárost. A felkelést augusztus végére verték le végleg.
Szeptember 27-én az Alfred von Waldersee német vezértábornagy vezetése alatt álló megszálló erőket a menekülő lázadók ellen büntetőexpedícióra küldték. A cári orosz csapatok ebben az időszakban foglalták el Mandzsúriát, ami az orosz–japán háború kitörésének egyik alapvető oka lett.
A konfliktust végül a bokszerjegyzőkönyvvel zárták le, melyet 1901. szeptember 7-én írtak alá.